# Połączone Siły Palestyńskie
Połączone Siły Palestyńskie (arab. تحالف القوى الفلسطينية) – koalicja palestyńskich organizacji utworzona w 1993 roku.

## Historia
Powstały w październiku 1993 roku na konferencji w Damaszku. Skupiały ugrupowanie przeciwne porozumieniom z Oslo. Członkami koalicji jest obecnie kilka ugrupowań, są to: Hamas, Palestyński Islamski Dżihad, Ludowy Front Wyzwolenia Palestyny – Główne Dowództwo, As-Sa’ika, Fatah al-Intifada oraz frakcje Frontu Wyzwolenia Palestyny i Palestyńskiego Ludowego Frontu Walki. Do 1998 roku do koalicji należały również Ludowy Front Wyzwolenia Palestyny i Demokratyczny Front Wyzwolenia Palestyny. 
Używają też nazwy Front Islamski i Demokratyczny.